# Dick Miller
Pour les articles homonymes, voir Miller.
Richard Miller est un acteur, scénariste et réalisateur américain, né le 25 décembre 1928 dans le Bronx à New York (États-Unis), et mort le 30 janvier 2019 à son domicile de Los Angeles, Californie (États-Unis).
Il apparaît dans de nombreux films de Roger Corman, Joe Dante et James Cameron. Son rôle le plus populaire est celui de Murray Futterman dans le film culte Gremlins et sa suite.
Il a aussi réalisé quelques épisodes de séries américaines.

## Biographie
Dick Miller est né dans le Bronx à New York, fils d'émigrés juifs russes. Après avoir servi dans la Marine américaine, il étudie au City College of New York et à l'Université Columbia. Tout en jouant sur les planches de Broadway, il travaille dans des services psychiatriques.
En 1952, il s'installe en Californie pour y travailler comme écrivain.
Reconnu pour son extraordinaire souplesse de jeu, son interprétation du personnage de Murray Futterman dans la saga Gremlins de Joe Dante est entrée dans la légende.

## Filmographie

### Acteur

#### Années 1950
- 1955 : La Femme apache (Apache Woman) de Roger Corman : Tall Tree (indien portant un chapeau)
- 1956 : La Loi des armes (Gunslinger) de Roger Corman : le conducteur du Pony Express
- 1956 : La Femme d'Oklahoma (The Oklahoma Woman) de Roger Corman : le barman
- 1956 : Il a conquis le monde (It Conquered the World) de Roger Corman : le sergent Neil
- 1957 : Naked Paradise de Roger Corman : Mitch
- 1957 : Carnival Rock de Roger Corman : Benny
- 1957 : Le Vampire de New York (Not of This Earth)  : Joe Piper, représentant en aspirateurs
- 1957 : The Undead de Roger Corman : le lépreux
- 1957 : Rock All Night de Roger Corman : Shorty
- 1957 : Sorority Girl de Roger Corman : Mort
- 1958 : La Guerre des satellites (War of the Satellites) de Roger Corman : Dave Boyer
- 1959 : Un baquet de sang (A Bucket of Blood) de Roger Corman : Walter Paisley

#### Années 1960
- 1960 : La Petite Boutique des horreurs (The Little Shop of Horrors) de Roger Corman  : Burson Fouch
- 1961 : Atlas de Roger Corman : un soldat grec
- 1961 : Capture That Capsule de Will Zens : Ed Nowak
- 1962 : L'Enterré Vivant (The Premature Burial) de Roger Corman : Mole
- 1963 : L'Halluciné (The Terror) de Roger Corman : Stefan
- 1963 : L'Horrible Cas du docteur X (X) de Roger Corman : Heckler
- 1965 : The Girls on the Beach de William Witney : Premier serveur
- 1965 : Ski Party (en) d'Alan Rafkin : Conducteur de taxi
- 1965 : Beach Ball de Lennie Weinrib (en) : Flic no 1
- 1966 : Wild, Wild Winter de Lennie Weinrib : Rilk
- 1966 : Les Anges sauvages (The Wild Angels) de Roger Corman: Rigger
- 1967 : L'Affaire Al Capone (The St. Valentine's Day Massacre) de Roger Corman : Gangster déguisé en flic
- 1967 : La Poursuite des tuniques bleues (A Time for Killing) de Phil Karlson : Zollicoffer
- 1967 : Le Voyage (The Trip) de Roger Corman : Cash
- 1968 : The Wild Racers de Daniel Haller
- 1968 : Le Démon des femmes (The Legend of Lylah Clare) de Robert Aldrich : Reporter

#### Années 1970
- 1970 : The Andersonville Trial (en) (TV) : Sketch artist
- 1972 : Night Call Nurses de Jonathan Kaplan
- 1973 : The Young Nurses (en) de Clint Kimbrough (en) : Flic
- 1973 : Fly Me de Cirio H. Santiago : Conducteur de taxi
- 1973 : The Student Teachers de Jonathan Kaplan : Coach Harris
- 1973 : The Slams (en) de Jonathan Kaplan : Conducteur de taxi
- 1973 : Complot à Dallas (Executive Action) de David Miller: Tireur de l'équipe B
- 1974 : Truck Turner & Cie (Truck Turner) de Jonathan Kaplan : Fogarty
- 1974 : Candy Stripe Nurses de Allan Holleb : Spectateur
- 1974 : Summer School Teachers de Barbara Peeters : Sam
- 1974 : Super Nanas (en) (Big Bad Mama) de Steve Carver : Bonney
- 1975 : Capone de Steve Carver : Joe Pryor
- 1975 : Crazy Mama de Jonathan Demme : Wilbur Janeway
- 1975 : La Route de la violence de Jonathan Kaplan : Birdie
- 1975 : Darktown Strutters de William Witney ; Hugo
- 1976 : Hollywood Boulevard d'Allan Arkush et Joe Dante : Walter Paisley
- 1976 : Les Flics aux trousses (Moving Violation) de Charles S. Dubin : Mack
- 1976 : Cannonball ! de Paul Bartel : Benny Buckman
- 1977 : On m'appelle Dollars (Mr. Billion) de Jonathan Kaplan : Bernie
- 1977 : New York, New York de Martin Scorsese : Le propriétaire du Palm Club
- 1977 : Game Show Models : Joe Lippen, l'invité du Game Show
- 1978 : Starhops : Jerry
- 1978 : Crazy Day (I Wanna Hold Your Hand) : Sergent Brenner
- 1978 : Corvette Summer : M. Lucky
- 1978 : Piranhas (Piranha) de Joe Dante : Buck Gardner
- 1979 : The Lady in Red : Patek
- 1979 : Le Lycée des cancres (Rock 'n' Roll High School) d'Allan Arkush : Le chef de la police
- 1979 : La Onzième victime (11th Victim) (TV) : Inspecteur Ned
- 1979 : 1941 : Officier Miller

#### Années 1980
- 1980 : The Happy Hooker Goes Hollywood (en) d'Alan Roberts : Flic de New York
- 1980 : La Grosse Magouille (Used Cars) : Homme au lit
- 1980 : Dr. Heckyl and Mr. Hype : Flynn, l'éboueur
- 1981 : Hurlements (The Howling) de Joe Dante : Walter Paisley (libraire)
- 1981 : Le Convoi des casseurs (Smokey Bites the Dust) de Charles B. Griffith : Propriétaire de véhicule
- 1981 : Heartbeeps d'Allan Arkush : Factory Watchman
- 1982 : The Aftermath : Broadcaster's Voice (voix)
- 1982 : National Lampoon Goes to the Movies : Dr Hans Kleiner (Success Wanters)
- 1982 : Dressé pour tuer (White Dog) de Samuel Fuller : Le dresseur no 1
- 1982 : Vortex : petit rôle
- 1982 : Police Squad (TV) : Vic
- 1982 : Hôpital central (General Hospital) (série télévisée) : Concierge d'hôtel
- 1983 : Lies : Producteur
- 1983 : La Quatrième Dimension (Twilight Zone: The Movie) : Walter Paisley, le barman) (sketch no 3)
- 1983 : Space Raiders : Crazy Mel
- 1983 : Pied au plancher (Heart Like a Wheel) de Jonathan Kaplan : Mickey White
- 1983 : Get Crazy de Allan Arkush : Le père de Susie
- 1983 : L'Esprit d'équipe : Professeur dans l'auditorium
- 1984 : V : La Bataille finale (V: The Final Battle) (feuilleton TV) : Dan Pascal
- 1984 : Gremlins : Murray Futterman
- 1984 : W*A*L*T*E*R (en) (TV) : Theater Owner
- 1984 : Terminator (The Terminator) de James Cameron : l'armurier tué par le Terminator
- 1985 : Explorers de Joe Dante : Charlie Drake
- 1985 : After Hours : Serveur (Pete)
- 1985 : Fame (série télévisée) : M. Lou Mackie
- 1986 : Shopping (Chopping Mall) de Jim Wynorski : Walter Paisley
- 1986 : Extra Sangsues (Night of the Creeps) : Walter Wolf, armurier de la police
- 1986 : Armés pour répondre (Armed Response) : Steve
- 1987 : Project X de Jonathan Kaplan : Max King
- 1987 : L'Aventure intérieure (Innerspace) de Joe Dante : Conducteur de taxi
- 1987 : Cheeseburger film sandwich (Amazon Women on the Moon) : Danny Clayton
- 1988 : Angel III: The Final Chapter : Nick Pellegrini
- 1988 : Flic ou Zombie (Dead Heat) de Mark Goldblatt : Le gardien du cimetière
- 1989 : Ghost Writer (TV) : Club Manager
- 1989 : Les Banlieusards (The `burbs) de Joe Dante : Vic, éboueur no 1
- 1989 : Mauvaises Rencontres (Far from Home) : Shérif Bill Childers
- 1989 : Under the Boardwalk : Officiel

#### Années 1990
- 1990 : Gremlins 2 : La Nouvelle Génération (Gremlins 2: The New Batch) de Joe Dante : Murray Futterman
- 1990-91 : Flash : Fosnight
- 1990 : Mob Boss (vidéo) : Mike
- 1991 : Motorama de Barry Shils : Le joueur de fer à cheval sur l'aire de pique-nique
- 1991 : Mauvaise Rencontre (The Woman Who Sinned) (TV) : Thomas
- 1991 : Marshall et Simon
- 1992 : Flash III: Deadly Nightshade (vidéo) : Fosnight
- 1992 : Qui a peur du diable ? (Evil Toons) : Burt
- 1992 : Body Waves de P.J. Pesce : M. Matthews
- 1992 : Obsession fatale (Unlawful Entry) de Jonathan Kaplan : Impound Clerk
- 1992 : Amityville 1993 : Votre heure a sonné (vidéo) : M. Andersen
- 1993 : Panic sur Florida Beach (Matinee) de Joe Dante : Herb Denning
- 1993 : Quake (vidéo) : Storekeeper
- 1993 : Batman contre le fantôme masqué (Batman - Mask of the Phantasm) : Charles "Chuckie" Sol (voix)
- 1994 : Shake, Rattle and Rock! (TV) : Officier Paisley
- 1994 : Midnight Runaround (TV) : O'Doul
- 1994 : Mona Must Die de Donald Reiker : Père Stilicato
- 1994 : Runaway Daughters (TV) : Roy Farrell
- 1994 : Attack of the 5 Ft. 2 Women (TV) : Officier Murphy
- 1995 : La Traque (Number One Fan) de Jane Simpson : Night Manager
- 1995 : Star Trek : Deep Space Nine S3 E11 & 12 "Passé décomposé : Vin
- 1995 : Le Cavalier du Diable (Tales from the Crypt: Demon Knight) de Ernest R. Dickerson : Oncle Willy
- 1997 : The Second Civil War (La Seconde Guerre de Sécession) (The Second Civil War) (TV) : Eddie ONeill
- 1998 : The Warlord: Battle for the Galaxy (TV) : Peddler
- 1998 : Small Soldiers de Joe Dante : Joe

#### Années 2000
- 2001 : Route 666 de William Wesley : Barman
- 2003 : Maximum Surge Movie (TV) : Boxing Cornerman
- 2003 : Les Looney Tunes passent à l'action (Looney Tunes: Back in Action) de Joe Dante : Garde
- 2009 : The Hole de Joe Dante : Livreur de pizza

#### Années 2010
- 2014 : Burying the Ex de Joe Dante : Un vieux flic réac

### Scénariste
- 1975 : T.N.T. Jackson (en)

### Réalisateur
- 1986 : Deux Flics à Miami (Miami Vice) (série télévisée) (épisode 2-19, Le Piège, titre original The Fix)